# Leighton Buzzard
Leighton Buzzard is een plaats in het bestuurlijke gebied Central Bedfordshire, in het Engelse graafschap Bedfordshire. De plaats telt 32.417 inwoners en is de geboorteplaats van Matthew Meade.

## Voetnoten
1. 1 2  Census, 2001: Leighton-Linslade